# Dorperheide (Arcen)
De Dorperheide vormt, samen met de Walbeckerheide, een natuurgebied nabij Arcen in de Nederlandse provincie Limburg. Het bevindt zich ten noordoosten van de dorpskern, tegen de Duitse grens aan.
In de jaren '60 van de 20e eeuw startte hier de zand- en grindwinning. Tal van plassen ontstonden. De bedoeling was om, na afloop van de winning, het gebied natuurvriendelijk in te richten. Hoewel sommige plassen tot 15 meter diep waren, ontstonden er ook een aantal ondiepe plassen, waarin zich eilandjes bevonden. In 1989 kocht het Limburgs Landschap daartoe de eerste gronden aan. In 2006 werd een belangrijk deel van de winning op de Dorperheide beëindigd.
Het gebied heeft een hoogte van ongeveer 20 meter en is daarmee lager dan de omringende zandcomplexen in west en noord (22 meter) en oost en zuid (30 meter). Tegenwoordig (2016) is het in een overgangsfase, waarin veel pioniervegetatie is te vinden. Wel is er veel afwisseling. De oeverzwaluw, rietgors, rugstreeppad, wintertaling, wilde eend, smient en tafeleend zijn er te vinden, en ook de heidelibel.
In 2005 werd begonnen met de zand- en grindwinning op de noordelijker gelegen Walbeckerheide. Hier bevonden zich droge akkers en bossen en ook hier ontstaat een meer afwisselend natuurgebied.
De natuurgebieden vormen een schakel tussen Landgoed De Hamert in het noorden, en Landgoed Arcen in het zuidwesten.